# Richard Woitaske
Richard Woitaske SVD (* 20. Dezember 1903 in Knischwitz, Kreis Strehlen, Provinz Schlesien; † 2. August 1944 in Naujan, Insel Mindoro, Philippinen) war ein deutscher römisch-katholischer Geistlicher,  Steyler Missionar und Märtyrer. 

## Leben
Richard Woitaske ging am 18. April 1925 im Alter von 21 Jahren in das Missionshaus St. Josef der Steyler Missionare in Geilenkirchen, um als Spätberufener gymnasiale Studien zu beginnen. Am 4. Mai 1930 begann er im Missionshaus St. Gabriel in Mödling bei Wien das Noviziat und legte am 1. Mai 1932 die Zeitlichen sowie am 5. April 1936 die Ewigen Gelübde ab. Nach seiner Priesterweihe am 20. August 1936 ging er in die Philippinen-Mission. Am 20. Juni 1937 kam er auf der Insel Mindoro an und baute die Missionsstation Pola auf. Am 2. August 1944 wurde er in Naujan von Guerilleros auf offener Straße erschossen.

## Gedenken
Die Römisch-katholische Kirche in Deutschland nahm Pater Richard Woitaske als Märtyrer in das deutsche Martyrologium des 20. Jahrhunderts auf.